# 9229 Matsuda
A 9229 Matsuda (ideiglenes jelöléssel 1996 DJ1) a Naprendszer kisbolygóövében található aszteroida. K. Endate és Vatanabe Kazuró fedezte fel 1996. február 20-án.